# Stanislav Frühauf
Stanislav Frühauf (* 31. července 1955) je bývalý československý reprezentant v biatlonu a český trenér běhu na lyžích.

## Sportovní kariéra
Biatlonu se věnoval závodně. Závodil za oddíl Dukla Banská Bystrica.

## Trenérská kariéra
Studium na Fakultě tělesné výchovy a sportu nedokončil. Po vojně pracoval dva roky jako kuchař v hotelu Churáňov. Od 1. listopadu 1981 se stal trenérem v nově zřízeném Středisku vrcholového sportu mládeže se sídlem na Zadově. Společně s vedoucím trenérem ing. Janem Žákem do roku 1990 vedli celkem 35 závodníků. Jedním z nich byla Eva Háková, která ještě pod dívčím jménem Eva Burešová v roce 1984 přišla ze Slovanu Karlovy Vary na Sportovní gymnázium ve Vimperku a trénovala v SVS-M Zadov pod Frühaufovým vedením, v maturitním roce 1987 se dostala do juniorské reprezentace v běhu na lyžích, odešla do centrálního střediska v Jablonci nad Nisou, kde v roce 1988 přešla k biatlonu. Dalšími výraznými talenty byli Lenka Tučková, Jan Kubata, Jiří Kvapil a především Kateřina Neumannová. S tou se Frühauf poprvé setkal na Šumavském poháru v běhu na lyžích na Zadově, kde Neumannová obsadila 3. místo s minimální ztrátou za Frühaufovými svěřenkyněmi ze střediska. V témže roce přestoupila do 3. ročníku Sportovního gymnázia ve Vimperku a v roce 1990 byla zařazena do Frühaufovy tréninkové skupiny. Od 1. června 1994 se Frühauf s Neumannovou stali členy Dukly Liberec. Od roku 2002 vedl Frühauf i ženské družstvo reprezentace v běhu na lyžích. Frühauf byl osobním trenérem Neumannové až do roku 2006, kdy po olympiádě v Turíně ohlásil, že jako její osobní trenér končí, částečně s ní však spolupracoval i v sezóně 2006/07. Od roku 2007 je trenérem běhu na lyžích na Sportovním gymnáziu ve Vimperku, kde už od roku 2002 působí jeho manželka.

## Rodina
Stanislav Frühauf je ženatý s o devět let mladší manželkou Petrou. Znají se spolu odmalička, jejich rodiny se na Šumavě navštěvovaly, také ji trénoval, když závodila na lyžích. Mají spolu dva syny Petra (* 1991) a Stanislava (* 1994).